# Aenictus rhodiensis
Aenictus rhodiensis (лат.) — вид муравьёв-кочевников рода Aenictus. Страны Средиземноморья (Греция, Израиль, Иран, Турция).

## Описание
Длина рабочих около 3 мм (длина головы от 1,1 до 1,26 мм). От близких видов (округлым проподеумом и гладким и блестящим пронотумом и петиолем сходен с Aenictus sagei и Aenictus artipus) отличается вогнутой задней частью головы и более широкой головой, HW = 1,00–1,04 мм (HW < 0,60 мм у двух других видов); скапус усика короткие (на половину длины головы). 
Усики 10-члениковые (2–8 членики жгутика усика примерно одинаковой длины и ширины). Голова гладкая и блестящая. Клипеус по переднему краю с несколькими зубчиками. На жвалах около 10 зубцов. Основная окраска желтовато-коричневая. Стебелёк между грудкой и брюшком у рабочих состоит из двух члеников, а у самок и самцов — из одного (петиоль). Глаза у рабочих отсутствуют. Промезонотальная борозда не развита, пронотум и мезонотум слиты.
Вид был впервые описан в 1936 году итальянским мирмекологом Карло Меноцци (Carlo Menozzi, 1892—1943) по материалам с острова Родос. От близкого вида Aenictus dlusskyi Arnoldi, 1968 (Армения, Иран) отличается пропорциями постпетиоля (он ниже и уже у A. rhodiensis) и формой субпетиолярного выступа (он менее развит и более заострённый снизу спереди у A. dlusskyi). .